# Litardus
Litharedus est un évêque de Sées de la première moitié du VIe siècle.

## Biographie
Il est le premier évêque de Sées dont la présence est attestée. Il assiste en 511 au concile d'Orléans.